# 横山本源氏物語
横山本源氏物語（よこやまほんげんじものがたり）は、源氏物語の写本の一つ。

## 概要
横山敬次郎の所蔵であったことから「横山本」と呼ばれる。大部分が1面9行、まれに1面10行で書かれており、奥書はない。鎌倉時代中期ころの書写と考えられており、伝承筆者として藤原為兼等の名前が挙げられている。49帖が現存しており、帚木、朝顔、藤袴、幻、手習が欠けている。本文系統は橋姫、椎本、総角の3帖が別本、その他の46帖が青表紙本であるとされている。一時期池田亀鑑のもとにあり、校異源氏物語及び源氏物語大成校異編には校合本文の一つとして採用されたが現在の所在は不明であり、現在は池田が作成した橋姫と総角の新写本のみが東海大学図書館桃園文庫に所蔵されている。

## 校本への採用
校異源氏物語及び源氏物語大成校異編には校合本文の一つとして写本記号「横」、「横山本　藤原為兼等各筆　横山敬次郎蔵」として、桐壺、空蝉、夕顔、若紫、末摘花、紅葉賀、花宴、葵、賢木、花散里、須磨、明石、澪標、蓬生、関屋、絵合、松風、薄雲、少女、玉鬘、初音、胡蝶、蛍、常夏、篝火、野分、行幸、真木柱、梅枝、藤裏葉、若菜上、若菜下、柏木、横笛、鈴虫、夕霧、御法、匂宮、紅梅、竹河、早蕨、宿木、浮舟、蜻蛉、夢浮橋が青表紙本の本文を持つ写本として、橋姫、椎本、総角が別本の本文を持つ写本として校異が採用されている。なお、池田亀鑑は、校異源氏物語について現在のように大島本を底本とする以前にこの横山本を底本とすることを検討していた時期があったとされている。